# Защита (шахматы)
Защи́та (англ. defense) — в шахматах и шахматной композиции отражение наступающих действий соперника.

## Виды защиты
Основными видами защиты являются:
- Пассивная
- Активная
- Агрессивная
- Автоматическая
- Философская

Пассивная защита ограничивается чисто оборонительными действиями. При этом создаются максимальные трудности сопернику. К ней следует прибегать лишь в крайних случаях, то есть в позициях, полностью лишённых контратакующих возможностей.
Активная защита, помимо отражения непосредственных угроз, предусматривает подготовку и проведение встречного наступления. Наиболее эффективный способ обороны — контратака. 
Агрессивная защита является решительным началом атаки до того, как противник успеет начать свою атаку.
Автоматическая зашита предполагает быстрое свободное развитие фигур, не позволяющее противнику развить атаку.
Философская защита связана со стремление подчинить волю противника и навязать ему игру, отличную от первоначального плана.

## Средства защиты
При ведении защиты необходимо использовать все имеющиеся стратегические и тактические средства:
- ослабление неприятельской позиции,
- максимальное использование тактических возможностей,
- различные упрощения,
- размен атакующих фигур соперника и другие.

Обороняющаяся сторона стремится, как правило, к позициям закрытого типа, поскольку в них сопернику труднее вести атакующие действия. Поэтому при защите используется идеи пата, блокады, создание крепости. Важную роль при защите играет пешечное прикрытие короля, его ослабление создаёт благоприятные предпосылки для атаки.

## Смена инициатив
Для шахматной партии характерна частая смена инициативы. При этом атакующая сторона, достигнув определённых преимуществ, нередко вынуждена перейти к защите с целью их сохранения, а затем, при благоприятных возможностях, вновь к атаке.

## Защита в дебюте
Термин «защита» употребляется также для обозначения многих дебютных построений — защит Алехина, Нимцовича, Грюнфельда и многих других.

## Пример
|   | a | b | c | d | e | f | g | h |   |
| - | --- | --- | --- | --- | --- | --- | --- | --- | - |
| 8 | b8 чёрный конь · c8 чёрный король · d8 чёрная ладья · e8 чёрная ладья · c7 чёрная пешка · e7 чёрный слон · h7 чёрная пешка · a6 чёрная пешка · d6 чёрная пешка · g6 чёрная пешка · h6 чёрный ферзь · a5 белая пешка · e5 белая пешка · f5 чёрная пешка · b4 белый ферзь · c4 белая пешка · f3 белый конь · b2 белый слон · g2 белая пешка · h2 белая пешка · a1 белый король · b1 белая ладья · f1 белая ладья | b8 чёрный конь · c8 чёрный король · d8 чёрная ладья · e8 чёрная ладья · c7 чёрная пешка · e7 чёрный слон · h7 чёрная пешка · a6 чёрная пешка · d6 чёрная пешка · g6 чёрная пешка · h6 чёрный ферзь · a5 белая пешка · e5 белая пешка · f5 чёрная пешка · b4 белый ферзь · c4 белая пешка · f3 белый конь · b2 белый слон · g2 белая пешка · h2 белая пешка · a1 белый король · b1 белая ладья · f1 белая ладья | b8 чёрный конь · c8 чёрный король · d8 чёрная ладья · e8 чёрная ладья · c7 чёрная пешка · e7 чёрный слон · h7 чёрная пешка · a6 чёрная пешка · d6 чёрная пешка · g6 чёрная пешка · h6 чёрный ферзь · a5 белая пешка · e5 белая пешка · f5 чёрная пешка · b4 белый ферзь · c4 белая пешка · f3 белый конь · b2 белый слон · g2 белая пешка · h2 белая пешка · a1 белый король · b1 белая ладья · f1 белая ладья | b8 чёрный конь · c8 чёрный король · d8 чёрная ладья · e8 чёрная ладья · c7 чёрная пешка · e7 чёрный слон · h7 чёрная пешка · a6 чёрная пешка · d6 чёрная пешка · g6 чёрная пешка · h6 чёрный ферзь · a5 белая пешка · e5 белая пешка · f5 чёрная пешка · b4 белый ферзь · c4 белая пешка · f3 белый конь · b2 белый слон · g2 белая пешка · h2 белая пешка · a1 белый король · b1 белая ладья · f1 белая ладья | b8 чёрный конь · c8 чёрный король · d8 чёрная ладья · e8 чёрная ладья · c7 чёрная пешка · e7 чёрный слон · h7 чёрная пешка · a6 чёрная пешка · d6 чёрная пешка · g6 чёрная пешка · h6 чёрный ферзь · a5 белая пешка · e5 белая пешка · f5 чёрная пешка · b4 белый ферзь · c4 белая пешка · f3 белый конь · b2 белый слон · g2 белая пешка · h2 белая пешка · a1 белый король · b1 белая ладья · f1 белая ладья | b8 чёрный конь · c8 чёрный король · d8 чёрная ладья · e8 чёрная ладья · c7 чёрная пешка · e7 чёрный слон · h7 чёрная пешка · a6 чёрная пешка · d6 чёрная пешка · g6 чёрная пешка · h6 чёрный ферзь · a5 белая пешка · e5 белая пешка · f5 чёрная пешка · b4 белый ферзь · c4 белая пешка · f3 белый конь · b2 белый слон · g2 белая пешка · h2 белая пешка · a1 белый король · b1 белая ладья · f1 белая ладья | b8 чёрный конь · c8 чёрный король · d8 чёрная ладья · e8 чёрная ладья · c7 чёрная пешка · e7 чёрный слон · h7 чёрная пешка · a6 чёрная пешка · d6 чёрная пешка · g6 чёрная пешка · h6 чёрный ферзь · a5 белая пешка · e5 белая пешка · f5 чёрная пешка · b4 белый ферзь · c4 белая пешка · f3 белый конь · b2 белый слон · g2 белая пешка · h2 белая пешка · a1 белый король · b1 белая ладья · f1 белая ладья | b8 чёрный конь · c8 чёрный король · d8 чёрная ладья · e8 чёрная ладья · c7 чёрная пешка · e7 чёрный слон · h7 чёрная пешка · a6 чёрная пешка · d6 чёрная пешка · g6 чёрная пешка · h6 чёрный ферзь · a5 белая пешка · e5 белая пешка · f5 чёрная пешка · b4 белый ферзь · c4 белая пешка · f3 белый конь · b2 белый слон · g2 белая пешка · h2 белая пешка · a1 белый король · b1 белая ладья · f1 белая ладья | 8 |
| 7 | b8 чёрный конь · c8 чёрный король · d8 чёрная ладья · e8 чёрная ладья · c7 чёрная пешка · e7 чёрный слон · h7 чёрная пешка · a6 чёрная пешка · d6 чёрная пешка · g6 чёрная пешка · h6 чёрный ферзь · a5 белая пешка · e5 белая пешка · f5 чёрная пешка · b4 белый ферзь · c4 белая пешка · f3 белый конь · b2 белый слон · g2 белая пешка · h2 белая пешка · a1 белый король · b1 белая ладья · f1 белая ладья | b8 чёрный конь · c8 чёрный король · d8 чёрная ладья · e8 чёрная ладья · c7 чёрная пешка · e7 чёрный слон · h7 чёрная пешка · a6 чёрная пешка · d6 чёрная пешка · g6 чёрная пешка · h6 чёрный ферзь · a5 белая пешка · e5 белая пешка · f5 чёрная пешка · b4 белый ферзь · c4 белая пешка · f3 белый конь · b2 белый слон · g2 белая пешка · h2 белая пешка · a1 белый король · b1 белая ладья · f1 белая ладья | b8 чёрный конь · c8 чёрный король · d8 чёрная ладья · e8 чёрная ладья · c7 чёрная пешка · e7 чёрный слон · h7 чёрная пешка · a6 чёрная пешка · d6 чёрная пешка · g6 чёрная пешка · h6 чёрный ферзь · a5 белая пешка · e5 белая пешка · f5 чёрная пешка · b4 белый ферзь · c4 белая пешка · f3 белый конь · b2 белый слон · g2 белая пешка · h2 белая пешка · a1 белый король · b1 белая ладья · f1 белая ладья | b8 чёрный конь · c8 чёрный король · d8 чёрная ладья · e8 чёрная ладья · c7 чёрная пешка · e7 чёрный слон · h7 чёрная пешка · a6 чёрная пешка · d6 чёрная пешка · g6 чёрная пешка · h6 чёрный ферзь · a5 белая пешка · e5 белая пешка · f5 чёрная пешка · b4 белый ферзь · c4 белая пешка · f3 белый конь · b2 белый слон · g2 белая пешка · h2 белая пешка · a1 белый король · b1 белая ладья · f1 белая ладья | b8 чёрный конь · c8 чёрный король · d8 чёрная ладья · e8 чёрная ладья · c7 чёрная пешка · e7 чёрный слон · h7 чёрная пешка · a6 чёрная пешка · d6 чёрная пешка · g6 чёрная пешка · h6 чёрный ферзь · a5 белая пешка · e5 белая пешка · f5 чёрная пешка · b4 белый ферзь · c4 белая пешка · f3 белый конь · b2 белый слон · g2 белая пешка · h2 белая пешка · a1 белый король · b1 белая ладья · f1 белая ладья | b8 чёрный конь · c8 чёрный король · d8 чёрная ладья · e8 чёрная ладья · c7 чёрная пешка · e7 чёрный слон · h7 чёрная пешка · a6 чёрная пешка · d6 чёрная пешка · g6 чёрная пешка · h6 чёрный ферзь · a5 белая пешка · e5 белая пешка · f5 чёрная пешка · b4 белый ферзь · c4 белая пешка · f3 белый конь · b2 белый слон · g2 белая пешка · h2 белая пешка · a1 белый король · b1 белая ладья · f1 белая ладья | b8 чёрный конь · c8 чёрный король · d8 чёрная ладья · e8 чёрная ладья · c7 чёрная пешка · e7 чёрный слон · h7 чёрная пешка · a6 чёрная пешка · d6 чёрная пешка · g6 чёрная пешка · h6 чёрный ферзь · a5 белая пешка · e5 белая пешка · f5 чёрная пешка · b4 белый ферзь · c4 белая пешка · f3 белый конь · b2 белый слон · g2 белая пешка · h2 белая пешка · a1 белый король · b1 белая ладья · f1 белая ладья | b8 чёрный конь · c8 чёрный король · d8 чёрная ладья · e8 чёрная ладья · c7 чёрная пешка · e7 чёрный слон · h7 чёрная пешка · a6 чёрная пешка · d6 чёрная пешка · g6 чёрная пешка · h6 чёрный ферзь · a5 белая пешка · e5 белая пешка · f5 чёрная пешка · b4 белый ферзь · c4 белая пешка · f3 белый конь · b2 белый слон · g2 белая пешка · h2 белая пешка · a1 белый король · b1 белая ладья · f1 белая ладья | 7 |
| 6 | b8 чёрный конь · c8 чёрный король · d8 чёрная ладья · e8 чёрная ладья · c7 чёрная пешка · e7 чёрный слон · h7 чёрная пешка · a6 чёрная пешка · d6 чёрная пешка · g6 чёрная пешка · h6 чёрный ферзь · a5 белая пешка · e5 белая пешка · f5 чёрная пешка · b4 белый ферзь · c4 белая пешка · f3 белый конь · b2 белый слон · g2 белая пешка · h2 белая пешка · a1 белый король · b1 белая ладья · f1 белая ладья | b8 чёрный конь · c8 чёрный король · d8 чёрная ладья · e8 чёрная ладья · c7 чёрная пешка · e7 чёрный слон · h7 чёрная пешка · a6 чёрная пешка · d6 чёрная пешка · g6 чёрная пешка · h6 чёрный ферзь · a5 белая пешка · e5 белая пешка · f5 чёрная пешка · b4 белый ферзь · c4 белая пешка · f3 белый конь · b2 белый слон · g2 белая пешка · h2 белая пешка · a1 белый король · b1 белая ладья · f1 белая ладья | b8 чёрный конь · c8 чёрный король · d8 чёрная ладья · e8 чёрная ладья · c7 чёрная пешка · e7 чёрный слон · h7 чёрная пешка · a6 чёрная пешка · d6 чёрная пешка · g6 чёрная пешка · h6 чёрный ферзь · a5 белая пешка · e5 белая пешка · f5 чёрная пешка · b4 белый ферзь · c4 белая пешка · f3 белый конь · b2 белый слон · g2 белая пешка · h2 белая пешка · a1 белый король · b1 белая ладья · f1 белая ладья | b8 чёрный конь · c8 чёрный король · d8 чёрная ладья · e8 чёрная ладья · c7 чёрная пешка · e7 чёрный слон · h7 чёрная пешка · a6 чёрная пешка · d6 чёрная пешка · g6 чёрная пешка · h6 чёрный ферзь · a5 белая пешка · e5 белая пешка · f5 чёрная пешка · b4 белый ферзь · c4 белая пешка · f3 белый конь · b2 белый слон · g2 белая пешка · h2 белая пешка · a1 белый король · b1 белая ладья · f1 белая ладья | b8 чёрный конь · c8 чёрный король · d8 чёрная ладья · e8 чёрная ладья · c7 чёрная пешка · e7 чёрный слон · h7 чёрная пешка · a6 чёрная пешка · d6 чёрная пешка · g6 чёрная пешка · h6 чёрный ферзь · a5 белая пешка · e5 белая пешка · f5 чёрная пешка · b4 белый ферзь · c4 белая пешка · f3 белый конь · b2 белый слон · g2 белая пешка · h2 белая пешка · a1 белый король · b1 белая ладья · f1 белая ладья | b8 чёрный конь · c8 чёрный король · d8 чёрная ладья · e8 чёрная ладья · c7 чёрная пешка · e7 чёрный слон · h7 чёрная пешка · a6 чёрная пешка · d6 чёрная пешка · g6 чёрная пешка · h6 чёрный ферзь · a5 белая пешка · e5 белая пешка · f5 чёрная пешка · b4 белый ферзь · c4 белая пешка · f3 белый конь · b2 белый слон · g2 белая пешка · h2 белая пешка · a1 белый король · b1 белая ладья · f1 белая ладья | b8 чёрный конь · c8 чёрный король · d8 чёрная ладья · e8 чёрная ладья · c7 чёрная пешка · e7 чёрный слон · h7 чёрная пешка · a6 чёрная пешка · d6 чёрная пешка · g6 чёрная пешка · h6 чёрный ферзь · a5 белая пешка · e5 белая пешка · f5 чёрная пешка · b4 белый ферзь · c4 белая пешка · f3 белый конь · b2 белый слон · g2 белая пешка · h2 белая пешка · a1 белый король · b1 белая ладья · f1 белая ладья | b8 чёрный конь · c8 чёрный король · d8 чёрная ладья · e8 чёрная ладья · c7 чёрная пешка · e7 чёрный слон · h7 чёрная пешка · a6 чёрная пешка · d6 чёрная пешка · g6 чёрная пешка · h6 чёрный ферзь · a5 белая пешка · e5 белая пешка · f5 чёрная пешка · b4 белый ферзь · c4 белая пешка · f3 белый конь · b2 белый слон · g2 белая пешка · h2 белая пешка · a1 белый король · b1 белая ладья · f1 белая ладья | 6 |
| 5 | b8 чёрный конь · c8 чёрный король · d8 чёрная ладья · e8 чёрная ладья · c7 чёрная пешка · e7 чёрный слон · h7 чёрная пешка · a6 чёрная пешка · d6 чёрная пешка · g6 чёрная пешка · h6 чёрный ферзь · a5 белая пешка · e5 белая пешка · f5 чёрная пешка · b4 белый ферзь · c4 белая пешка · f3 белый конь · b2 белый слон · g2 белая пешка · h2 белая пешка · a1 белый король · b1 белая ладья · f1 белая ладья | b8 чёрный конь · c8 чёрный король · d8 чёрная ладья · e8 чёрная ладья · c7 чёрная пешка · e7 чёрный слон · h7 чёрная пешка · a6 чёрная пешка · d6 чёрная пешка · g6 чёрная пешка · h6 чёрный ферзь · a5 белая пешка · e5 белая пешка · f5 чёрная пешка · b4 белый ферзь · c4 белая пешка · f3 белый конь · b2 белый слон · g2 белая пешка · h2 белая пешка · a1 белый король · b1 белая ладья · f1 белая ладья | b8 чёрный конь · c8 чёрный король · d8 чёрная ладья · e8 чёрная ладья · c7 чёрная пешка · e7 чёрный слон · h7 чёрная пешка · a6 чёрная пешка · d6 чёрная пешка · g6 чёрная пешка · h6 чёрный ферзь · a5 белая пешка · e5 белая пешка · f5 чёрная пешка · b4 белый ферзь · c4 белая пешка · f3 белый конь · b2 белый слон · g2 белая пешка · h2 белая пешка · a1 белый король · b1 белая ладья · f1 белая ладья | b8 чёрный конь · c8 чёрный король · d8 чёрная ладья · e8 чёрная ладья · c7 чёрная пешка · e7 чёрный слон · h7 чёрная пешка · a6 чёрная пешка · d6 чёрная пешка · g6 чёрная пешка · h6 чёрный ферзь · a5 белая пешка · e5 белая пешка · f5 чёрная пешка · b4 белый ферзь · c4 белая пешка · f3 белый конь · b2 белый слон · g2 белая пешка · h2 белая пешка · a1 белый король · b1 белая ладья · f1 белая ладья | b8 чёрный конь · c8 чёрный король · d8 чёрная ладья · e8 чёрная ладья · c7 чёрная пешка · e7 чёрный слон · h7 чёрная пешка · a6 чёрная пешка · d6 чёрная пешка · g6 чёрная пешка · h6 чёрный ферзь · a5 белая пешка · e5 белая пешка · f5 чёрная пешка · b4 белый ферзь · c4 белая пешка · f3 белый конь · b2 белый слон · g2 белая пешка · h2 белая пешка · a1 белый король · b1 белая ладья · f1 белая ладья | b8 чёрный конь · c8 чёрный король · d8 чёрная ладья · e8 чёрная ладья · c7 чёрная пешка · e7 чёрный слон · h7 чёрная пешка · a6 чёрная пешка · d6 чёрная пешка · g6 чёрная пешка · h6 чёрный ферзь · a5 белая пешка · e5 белая пешка · f5 чёрная пешка · b4 белый ферзь · c4 белая пешка · f3 белый конь · b2 белый слон · g2 белая пешка · h2 белая пешка · a1 белый король · b1 белая ладья · f1 белая ладья | b8 чёрный конь · c8 чёрный король · d8 чёрная ладья · e8 чёрная ладья · c7 чёрная пешка · e7 чёрный слон · h7 чёрная пешка · a6 чёрная пешка · d6 чёрная пешка · g6 чёрная пешка · h6 чёрный ферзь · a5 белая пешка · e5 белая пешка · f5 чёрная пешка · b4 белый ферзь · c4 белая пешка · f3 белый конь · b2 белый слон · g2 белая пешка · h2 белая пешка · a1 белый король · b1 белая ладья · f1 белая ладья | b8 чёрный конь · c8 чёрный король · d8 чёрная ладья · e8 чёрная ладья · c7 чёрная пешка · e7 чёрный слон · h7 чёрная пешка · a6 чёрная пешка · d6 чёрная пешка · g6 чёрная пешка · h6 чёрный ферзь · a5 белая пешка · e5 белая пешка · f5 чёрная пешка · b4 белый ферзь · c4 белая пешка · f3 белый конь · b2 белый слон · g2 белая пешка · h2 белая пешка · a1 белый король · b1 белая ладья · f1 белая ладья | 5 |
| 4 | b8 чёрный конь · c8 чёрный король · d8 чёрная ладья · e8 чёрная ладья · c7 чёрная пешка · e7 чёрный слон · h7 чёрная пешка · a6 чёрная пешка · d6 чёрная пешка · g6 чёрная пешка · h6 чёрный ферзь · a5 белая пешка · e5 белая пешка · f5 чёрная пешка · b4 белый ферзь · c4 белая пешка · f3 белый конь · b2 белый слон · g2 белая пешка · h2 белая пешка · a1 белый король · b1 белая ладья · f1 белая ладья | b8 чёрный конь · c8 чёрный король · d8 чёрная ладья · e8 чёрная ладья · c7 чёрная пешка · e7 чёрный слон · h7 чёрная пешка · a6 чёрная пешка · d6 чёрная пешка · g6 чёрная пешка · h6 чёрный ферзь · a5 белая пешка · e5 белая пешка · f5 чёрная пешка · b4 белый ферзь · c4 белая пешка · f3 белый конь · b2 белый слон · g2 белая пешка · h2 белая пешка · a1 белый король · b1 белая ладья · f1 белая ладья | b8 чёрный конь · c8 чёрный король · d8 чёрная ладья · e8 чёрная ладья · c7 чёрная пешка · e7 чёрный слон · h7 чёрная пешка · a6 чёрная пешка · d6 чёрная пешка · g6 чёрная пешка · h6 чёрный ферзь · a5 белая пешка · e5 белая пешка · f5 чёрная пешка · b4 белый ферзь · c4 белая пешка · f3 белый конь · b2 белый слон · g2 белая пешка · h2 белая пешка · a1 белый король · b1 белая ладья · f1 белая ладья | b8 чёрный конь · c8 чёрный король · d8 чёрная ладья · e8 чёрная ладья · c7 чёрная пешка · e7 чёрный слон · h7 чёрная пешка · a6 чёрная пешка · d6 чёрная пешка · g6 чёрная пешка · h6 чёрный ферзь · a5 белая пешка · e5 белая пешка · f5 чёрная пешка · b4 белый ферзь · c4 белая пешка · f3 белый конь · b2 белый слон · g2 белая пешка · h2 белая пешка · a1 белый король · b1 белая ладья · f1 белая ладья | b8 чёрный конь · c8 чёрный король · d8 чёрная ладья · e8 чёрная ладья · c7 чёрная пешка · e7 чёрный слон · h7 чёрная пешка · a6 чёрная пешка · d6 чёрная пешка · g6 чёрная пешка · h6 чёрный ферзь · a5 белая пешка · e5 белая пешка · f5 чёрная пешка · b4 белый ферзь · c4 белая пешка · f3 белый конь · b2 белый слон · g2 белая пешка · h2 белая пешка · a1 белый король · b1 белая ладья · f1 белая ладья | b8 чёрный конь · c8 чёрный король · d8 чёрная ладья · e8 чёрная ладья · c7 чёрная пешка · e7 чёрный слон · h7 чёрная пешка · a6 чёрная пешка · d6 чёрная пешка · g6 чёрная пешка · h6 чёрный ферзь · a5 белая пешка · e5 белая пешка · f5 чёрная пешка · b4 белый ферзь · c4 белая пешка · f3 белый конь · b2 белый слон · g2 белая пешка · h2 белая пешка · a1 белый король · b1 белая ладья · f1 белая ладья | b8 чёрный конь · c8 чёрный король · d8 чёрная ладья · e8 чёрная ладья · c7 чёрная пешка · e7 чёрный слон · h7 чёрная пешка · a6 чёрная пешка · d6 чёрная пешка · g6 чёрная пешка · h6 чёрный ферзь · a5 белая пешка · e5 белая пешка · f5 чёрная пешка · b4 белый ферзь · c4 белая пешка · f3 белый конь · b2 белый слон · g2 белая пешка · h2 белая пешка · a1 белый король · b1 белая ладья · f1 белая ладья | b8 чёрный конь · c8 чёрный король · d8 чёрная ладья · e8 чёрная ладья · c7 чёрная пешка · e7 чёрный слон · h7 чёрная пешка · a6 чёрная пешка · d6 чёрная пешка · g6 чёрная пешка · h6 чёрный ферзь · a5 белая пешка · e5 белая пешка · f5 чёрная пешка · b4 белый ферзь · c4 белая пешка · f3 белый конь · b2 белый слон · g2 белая пешка · h2 белая пешка · a1 белый король · b1 белая ладья · f1 белая ладья | 4 |
| 3 | b8 чёрный конь · c8 чёрный король · d8 чёрная ладья · e8 чёрная ладья · c7 чёрная пешка · e7 чёрный слон · h7 чёрная пешка · a6 чёрная пешка · d6 чёрная пешка · g6 чёрная пешка · h6 чёрный ферзь · a5 белая пешка · e5 белая пешка · f5 чёрная пешка · b4 белый ферзь · c4 белая пешка · f3 белый конь · b2 белый слон · g2 белая пешка · h2 белая пешка · a1 белый король · b1 белая ладья · f1 белая ладья | b8 чёрный конь · c8 чёрный король · d8 чёрная ладья · e8 чёрная ладья · c7 чёрная пешка · e7 чёрный слон · h7 чёрная пешка · a6 чёрная пешка · d6 чёрная пешка · g6 чёрная пешка · h6 чёрный ферзь · a5 белая пешка · e5 белая пешка · f5 чёрная пешка · b4 белый ферзь · c4 белая пешка · f3 белый конь · b2 белый слон · g2 белая пешка · h2 белая пешка · a1 белый король · b1 белая ладья · f1 белая ладья | b8 чёрный конь · c8 чёрный король · d8 чёрная ладья · e8 чёрная ладья · c7 чёрная пешка · e7 чёрный слон · h7 чёрная пешка · a6 чёрная пешка · d6 чёрная пешка · g6 чёрная пешка · h6 чёрный ферзь · a5 белая пешка · e5 белая пешка · f5 чёрная пешка · b4 белый ферзь · c4 белая пешка · f3 белый конь · b2 белый слон · g2 белая пешка · h2 белая пешка · a1 белый король · b1 белая ладья · f1 белая ладья | b8 чёрный конь · c8 чёрный король · d8 чёрная ладья · e8 чёрная ладья · c7 чёрная пешка · e7 чёрный слон · h7 чёрная пешка · a6 чёрная пешка · d6 чёрная пешка · g6 чёрная пешка · h6 чёрный ферзь · a5 белая пешка · e5 белая пешка · f5 чёрная пешка · b4 белый ферзь · c4 белая пешка · f3 белый конь · b2 белый слон · g2 белая пешка · h2 белая пешка · a1 белый король · b1 белая ладья · f1 белая ладья | b8 чёрный конь · c8 чёрный король · d8 чёрная ладья · e8 чёрная ладья · c7 чёрная пешка · e7 чёрный слон · h7 чёрная пешка · a6 чёрная пешка · d6 чёрная пешка · g6 чёрная пешка · h6 чёрный ферзь · a5 белая пешка · e5 белая пешка · f5 чёрная пешка · b4 белый ферзь · c4 белая пешка · f3 белый конь · b2 белый слон · g2 белая пешка · h2 белая пешка · a1 белый король · b1 белая ладья · f1 белая ладья | b8 чёрный конь · c8 чёрный король · d8 чёрная ладья · e8 чёрная ладья · c7 чёрная пешка · e7 чёрный слон · h7 чёрная пешка · a6 чёрная пешка · d6 чёрная пешка · g6 чёрная пешка · h6 чёрный ферзь · a5 белая пешка · e5 белая пешка · f5 чёрная пешка · b4 белый ферзь · c4 белая пешка · f3 белый конь · b2 белый слон · g2 белая пешка · h2 белая пешка · a1 белый король · b1 белая ладья · f1 белая ладья | b8 чёрный конь · c8 чёрный король · d8 чёрная ладья · e8 чёрная ладья · c7 чёрная пешка · e7 чёрный слон · h7 чёрная пешка · a6 чёрная пешка · d6 чёрная пешка · g6 чёрная пешка · h6 чёрный ферзь · a5 белая пешка · e5 белая пешка · f5 чёрная пешка · b4 белый ферзь · c4 белая пешка · f3 белый конь · b2 белый слон · g2 белая пешка · h2 белая пешка · a1 белый король · b1 белая ладья · f1 белая ладья | b8 чёрный конь · c8 чёрный король · d8 чёрная ладья · e8 чёрная ладья · c7 чёрная пешка · e7 чёрный слон · h7 чёрная пешка · a6 чёрная пешка · d6 чёрная пешка · g6 чёрная пешка · h6 чёрный ферзь · a5 белая пешка · e5 белая пешка · f5 чёрная пешка · b4 белый ферзь · c4 белая пешка · f3 белый конь · b2 белый слон · g2 белая пешка · h2 белая пешка · a1 белый король · b1 белая ладья · f1 белая ладья | 3 |
| 2 | b8 чёрный конь · c8 чёрный король · d8 чёрная ладья · e8 чёрная ладья · c7 чёрная пешка · e7 чёрный слон · h7 чёрная пешка · a6 чёрная пешка · d6 чёрная пешка · g6 чёрная пешка · h6 чёрный ферзь · a5 белая пешка · e5 белая пешка · f5 чёрная пешка · b4 белый ферзь · c4 белая пешка · f3 белый конь · b2 белый слон · g2 белая пешка · h2 белая пешка · a1 белый король · b1 белая ладья · f1 белая ладья | b8 чёрный конь · c8 чёрный король · d8 чёрная ладья · e8 чёрная ладья · c7 чёрная пешка · e7 чёрный слон · h7 чёрная пешка · a6 чёрная пешка · d6 чёрная пешка · g6 чёрная пешка · h6 чёрный ферзь · a5 белая пешка · e5 белая пешка · f5 чёрная пешка · b4 белый ферзь · c4 белая пешка · f3 белый конь · b2 белый слон · g2 белая пешка · h2 белая пешка · a1 белый король · b1 белая ладья · f1 белая ладья | b8 чёрный конь · c8 чёрный король · d8 чёрная ладья · e8 чёрная ладья · c7 чёрная пешка · e7 чёрный слон · h7 чёрная пешка · a6 чёрная пешка · d6 чёрная пешка · g6 чёрная пешка · h6 чёрный ферзь · a5 белая пешка · e5 белая пешка · f5 чёрная пешка · b4 белый ферзь · c4 белая пешка · f3 белый конь · b2 белый слон · g2 белая пешка · h2 белая пешка · a1 белый король · b1 белая ладья · f1 белая ладья | b8 чёрный конь · c8 чёрный король · d8 чёрная ладья · e8 чёрная ладья · c7 чёрная пешка · e7 чёрный слон · h7 чёрная пешка · a6 чёрная пешка · d6 чёрная пешка · g6 чёрная пешка · h6 чёрный ферзь · a5 белая пешка · e5 белая пешка · f5 чёрная пешка · b4 белый ферзь · c4 белая пешка · f3 белый конь · b2 белый слон · g2 белая пешка · h2 белая пешка · a1 белый король · b1 белая ладья · f1 белая ладья | b8 чёрный конь · c8 чёрный король · d8 чёрная ладья · e8 чёрная ладья · c7 чёрная пешка · e7 чёрный слон · h7 чёрная пешка · a6 чёрная пешка · d6 чёрная пешка · g6 чёрная пешка · h6 чёрный ферзь · a5 белая пешка · e5 белая пешка · f5 чёрная пешка · b4 белый ферзь · c4 белая пешка · f3 белый конь · b2 белый слон · g2 белая пешка · h2 белая пешка · a1 белый король · b1 белая ладья · f1 белая ладья | b8 чёрный конь · c8 чёрный король · d8 чёрная ладья · e8 чёрная ладья · c7 чёрная пешка · e7 чёрный слон · h7 чёрная пешка · a6 чёрная пешка · d6 чёрная пешка · g6 чёрная пешка · h6 чёрный ферзь · a5 белая пешка · e5 белая пешка · f5 чёрная пешка · b4 белый ферзь · c4 белая пешка · f3 белый конь · b2 белый слон · g2 белая пешка · h2 белая пешка · a1 белый король · b1 белая ладья · f1 белая ладья | b8 чёрный конь · c8 чёрный король · d8 чёрная ладья · e8 чёрная ладья · c7 чёрная пешка · e7 чёрный слон · h7 чёрная пешка · a6 чёрная пешка · d6 чёрная пешка · g6 чёрная пешка · h6 чёрный ферзь · a5 белая пешка · e5 белая пешка · f5 чёрная пешка · b4 белый ферзь · c4 белая пешка · f3 белый конь · b2 белый слон · g2 белая пешка · h2 белая пешка · a1 белый король · b1 белая ладья · f1 белая ладья | b8 чёрный конь · c8 чёрный король · d8 чёрная ладья · e8 чёрная ладья · c7 чёрная пешка · e7 чёрный слон · h7 чёрная пешка · a6 чёрная пешка · d6 чёрная пешка · g6 чёрная пешка · h6 чёрный ферзь · a5 белая пешка · e5 белая пешка · f5 чёрная пешка · b4 белый ферзь · c4 белая пешка · f3 белый конь · b2 белый слон · g2 белая пешка · h2 белая пешка · a1 белый король · b1 белая ладья · f1 белая ладья | 2 |
| 1 | b8 чёрный конь · c8 чёрный король · d8 чёрная ладья · e8 чёрная ладья · c7 чёрная пешка · e7 чёрный слон · h7 чёрная пешка · a6 чёрная пешка · d6 чёрная пешка · g6 чёрная пешка · h6 чёрный ферзь · a5 белая пешка · e5 белая пешка · f5 чёрная пешка · b4 белый ферзь · c4 белая пешка · f3 белый конь · b2 белый слон · g2 белая пешка · h2 белая пешка · a1 белый король · b1 белая ладья · f1 белая ладья | b8 чёрный конь · c8 чёрный король · d8 чёрная ладья · e8 чёрная ладья · c7 чёрная пешка · e7 чёрный слон · h7 чёрная пешка · a6 чёрная пешка · d6 чёрная пешка · g6 чёрная пешка · h6 чёрный ферзь · a5 белая пешка · e5 белая пешка · f5 чёрная пешка · b4 белый ферзь · c4 белая пешка · f3 белый конь · b2 белый слон · g2 белая пешка · h2 белая пешка · a1 белый король · b1 белая ладья · f1 белая ладья | b8 чёрный конь · c8 чёрный король · d8 чёрная ладья · e8 чёрная ладья · c7 чёрная пешка · e7 чёрный слон · h7 чёрная пешка · a6 чёрная пешка · d6 чёрная пешка · g6 чёрная пешка · h6 чёрный ферзь · a5 белая пешка · e5 белая пешка · f5 чёрная пешка · b4 белый ферзь · c4 белая пешка · f3 белый конь · b2 белый слон · g2 белая пешка · h2 белая пешка · a1 белый король · b1 белая ладья · f1 белая ладья | b8 чёрный конь · c8 чёрный король · d8 чёрная ладья · e8 чёрная ладья · c7 чёрная пешка · e7 чёрный слон · h7 чёрная пешка · a6 чёрная пешка · d6 чёрная пешка · g6 чёрная пешка · h6 чёрный ферзь · a5 белая пешка · e5 белая пешка · f5 чёрная пешка · b4 белый ферзь · c4 белая пешка · f3 белый конь · b2 белый слон · g2 белая пешка · h2 белая пешка · a1 белый король · b1 белая ладья · f1 белая ладья | b8 чёрный конь · c8 чёрный король · d8 чёрная ладья · e8 чёрная ладья · c7 чёрная пешка · e7 чёрный слон · h7 чёрная пешка · a6 чёрная пешка · d6 чёрная пешка · g6 чёрная пешка · h6 чёрный ферзь · a5 белая пешка · e5 белая пешка · f5 чёрная пешка · b4 белый ферзь · c4 белая пешка · f3 белый конь · b2 белый слон · g2 белая пешка · h2 белая пешка · a1 белый король · b1 белая ладья · f1 белая ладья | b8 чёрный конь · c8 чёрный король · d8 чёрная ладья · e8 чёрная ладья · c7 чёрная пешка · e7 чёрный слон · h7 чёрная пешка · a6 чёрная пешка · d6 чёрная пешка · g6 чёрная пешка · h6 чёрный ферзь · a5 белая пешка · e5 белая пешка · f5 чёрная пешка · b4 белый ферзь · c4 белая пешка · f3 белый конь · b2 белый слон · g2 белая пешка · h2 белая пешка · a1 белый король · b1 белая ладья · f1 белая ладья | b8 чёрный конь · c8 чёрный король · d8 чёрная ладья · e8 чёрная ладья · c7 чёрная пешка · e7 чёрный слон · h7 чёрная пешка · a6 чёрная пешка · d6 чёрная пешка · g6 чёрная пешка · h6 чёрный ферзь · a5 белая пешка · e5 белая пешка · f5 чёрная пешка · b4 белый ферзь · c4 белая пешка · f3 белый конь · b2 белый слон · g2 белая пешка · h2 белая пешка · a1 белый король · b1 белая ладья · f1 белая ладья | b8 чёрный конь · c8 чёрный король · d8 чёрная ладья · e8 чёрная ладья · c7 чёрная пешка · e7 чёрный слон · h7 чёрная пешка · a6 чёрная пешка · d6 чёрная пешка · g6 чёрная пешка · h6 чёрный ферзь · a5 белая пешка · e5 белая пешка · f5 чёрная пешка · b4 белый ферзь · c4 белая пешка · f3 белый конь · b2 белый слон · g2 белая пешка · h2 белая пешка · a1 белый король · b1 белая ладья · f1 белая ладья | 1 |
|   | a | b | c | d | e | f | g | h |   |

Партия Падевский — Холмов демонстрирует пример активной защиты.
На первый взгляд в позиции на диаграмме белые имеют неотразимую атаку. Однако у чёрных оказывается достаточно средств, чтобы отразить её.
 27… de
При ведении защиты важно предвидеть всевозможные тактические удары. Так и в этой позиции выигрыш коня белыми в действительности не даёт им преимущества: 28. Ф:b8+ Kp: b8 29. Сc1+ Kpc8 30. C:h6 e4 31. Ke1 Cf6+ 32. Kpa2 Ле5 и у чёрных хорошая компенсация за фигуру.
 28. с5 Фf4!
Единственно правильный ответ. Белые снова могут выиграть фигуру: 29. Ф:b8+ Kp: b8 30. С:e5+ и 31. C:f4, однако и в этом варианте к чёрным переходит инициатива.
 29. Фb3 C:c5
 30. Cc3 Kc6
 31. Фb7+ Kpd7
 32. K:e5 Ф:e5
 33. C:e5 Л:e5
Ещё одно средство защиты — позиционная жертва. Чёрные отдают ферзя за две фигуры, но сохраняют мощный фигурный «кулак» в центре.
 34. Лb3?
Белым следовало играть 34. Лfd1 Cd4+ 35. Л:d4 K:d4 35. Ф:a6 Лd5. Тогда за ферзя у чёрных — ладья, конь и пешка, что уравнивало б силы обоих соперников и саму игру.
 34… Cd4+
 35. Kpb1 Лb8
Чёрные перехватывают инициативу и достигают выигранной позиции.

## В шахматной композиции
В шахматных задачах защита — ход чёрных, парирующий угрозу белых.
Тактические элементы в защитах чёрных являются основой многих тем в шахматной композиции, например, защиты Барулина, Левмана, Нитвельта, Шифмана и других.
Существуют темы, связывающие защиты чёрных и ходы белых, например:
- защита на поле угрозы — чёрные парируют угрозу на том же поле, на которое осуществляется первый ход угрозы;
- защита на поле мата (угрозы) — чёрные парируют угрозу на том же поле, на которое осуществляется матующий ход угрозы;
- защита на поле привлечения — чёрные парируют угрозу на том же поле, на которое вынуждены были играть при проведении белыми угрозы.

Защитный мотив (момент, элемент) — тактический элемент, содержащийся в защите.